# Work It
Work It este single-ul rapper-ului Nelly în colaborare cu cântărețul pop american Justin Timberlake. Single-ul a fost lansat  în 2003 de pe albumul lui Nelly, Nellyville.